# 五十岚未帆
五十岚未帆（日语：／ Igarashi Miho，1997年1月17日—），日本女子摔跤运动员。她曾代表日本参加印度新德里举办的2020年亚洲摔跤锦标赛，获得女子自由式50公斤级金牌。